# Справа ЮКОСа
Справа ЮКОСа — загально вживана назва подій, пов'язаних з незаконною експропріацією Урядом Російської Федерації майна приватної нафтової компанії «ЮКОС», переслідуванням менеджерів компанії та пошуком правового захисту та компенсації акціонерами компанії за межами Росії — судовими процесами Міжнародного третейського арбітражного суду в Гаазі та Європейського суду з прав людини в Страсбузі.

## Передумови справи
Справа почалася в 2003 році з кримінального переслідування основних співвласників компанії Михайла Ходорковського і Платона Лебедєва, ряду співробітників компанії і афілійованих з нею організацій, а також процедури банкрутства компанії «ЮКОС» в результаті донарахування їй значної суми податків за минулі періоди. Ці події мали значний вплив на політичне життя і діловий клімат Росії і викликали в Росії запеклі суперечки.

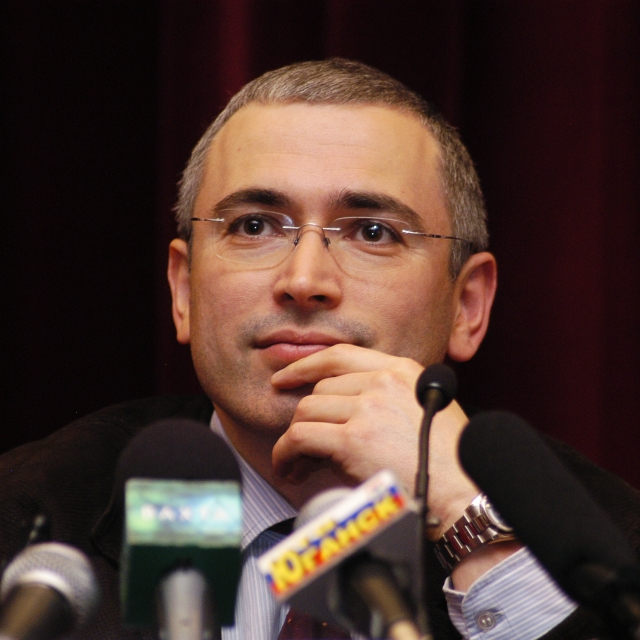
Михайло Ходорковський

Основні активи компанії ЮКОС були «придбані» через підставну фірму «Байкалфінансгруп», яка була «створена» за два тижні до «аукціону» та зареєстрована в місті Твер. Фірма заплатила за активи більше $ 9 млрд, суму, яка набагато нижча реальної вартості придбаних активів компанії. Через кілька днів «Байкалфінансгруп» разом з придбаними нею активами була куплена державною компанією «Роснафта» за 10 тисяч російських рублів.

## Рішення ЄСПЛ та реакція Росії
31 липня 2014 року Європейський суд з прав людини в Страсбургу присудив виплату компенсацій колишнім акціонерам ЮКОСа у розмірі €1,86 млрд.
Згідно із заявою міністра юстиції РФ Олександра Коновалова, Росія не збирається виконувати цей вердикт: «Мін'юст РФ вважає рішення ЄСПЛ про надання статусу „жертв“ колишнім співробітникам ЮКОСа та 51 тисячі колишніх акціонерів компанії ЮКОС, є таким, що не піддається поясненню погляду правової логіки». Мін'юст РФ також не вважає рішення ЄСПЛ по ЮКОСу прикладом справедливого підходу до справи.

## Міжнародний арбітражний суд в Гаазі

### Процес
2005-го року Постійна палата Третейського суду в Гаазі почала розгляд справи за позовом фірми GML (колишня назва: Group Menatep Limited), представника колишніх акціонерів ЮКОСа: Hulley Enterprises Кіпр [56,3 %], Yukos Universal острів Мен [2,6 %], Veteran Petroleum Кіпр [11,6 %] до держави Росія.
Держава Росія добровільно узяла участь у цьому судовому процесі і визнала його правочинність як одна із сторін. Вона також, згідно з процедурою, призначила одного з трьох арбітрів (другого призначили позивачі, а третій був обраний за консенсусом обох перших) і внесла депозит у розмірі 4,2 мільйона євро — на витрати по розгляду справи.
За оцінкою інсайдерів, всього на процес позивачі витратили $ 100 млн, а Росія $ 200 млн.

### Вибір арбітрів
Арбітром, якого вибрала Росія, виявився Стівен Швебель, колишній голова Міжнародного суду ООН, один з найшанованіших у світовому юридичному співтоваристві фахівців. З самого початку процесу суд постановив, що позов колишніх акціонерів ЮКОСу буде розглядатися на підставі Договору до Енергетичної хартії, на що в Москві погодилися і продовжили свою участь у гаазькому розгляді по суті позову впродовж дев'яти років — до закінчення процесу і винесення остаточного рішення.

### Представники сторін та експерти
Позивачі, представники компанії ЮКОС, запросили представляти їхні інтереси авторитетну міжнародну юридичну фірму «Шерман-Стерлінг». Російський уряд найняв іноземних адвокатів — відразу дві найбільші контори — «Клірі-Готліб» і «Бейкер-Боттс» (партнером в останньої є колишній держсекретар США Джеймс Бейкер, який також двічі займав пост глави апарату Білого Дому — при президентах Рейгані і Буші-старшому).
За їхні послуги були сплачені кошти з російського державного бюджету. Всього на свою участь у процесі російська сторона витратила 37 млн. USD. Процес за участю представників РФ, в ході якого показання свідків з боку відповідача — російської держави, дали багато авторитетних експертів, юристи, державні діячі, включаючи, наприклад, колишнього голову Конституційного суду Російської Федерації в 1997-2003 Марата Баглая, тривав майже 9 років.

### Рішення
28 липня 2014 року суд постановив рішення, яким визнав, що Росія здійснила повномасштабну атаку на ЮКОС та її бенефіціарів з метою збанкрутувати компанію і привласнити її активи на користь державних компаній Роснафта і Газпром, таким чином експропріювавши власність і порушивши положення Договору до Енергетичної хартії. Арбітраж вирішив, що «Байкалфінансгруп» була фіктивною компанією, аукціон з продажу Юганськнафтогазу був сфальсифікований і проводився не з бажанням «повернути податки», а обумовлений наміром держави придбати за безцінь найбажаніший актив ЮКОСу, а потім довести до банкрутства всю компанію. Після вступу рішення арбітражу в силу, російська влада повинна була компенсувати судові витрати і виплатити позивачу суму в $50 млрд до 15 січня 2015 року (із $ 114 млрд, які були заявлені в позові).
Такий грандіозний розмір задоволених вимог назвали «найбільшим штрафом в історії людства». Росія на це рішення послала скаргу в гаазький територіальний окружний суд, в компетенцію якого ніяк не входять процедури та рішення Міжнародного третєйського арбітражу.
Починаючи з 15 січня 2015 на $50 млрд нараховуються проценти в розмірі, заснованому на прибутковості 10-річних цінних паперів Міністерства фінансів США. Це приблизно $2,6 млн на день.

### Рішення Апеляційного суду Гааги
18 лютого 2020 року Апеляційний суд Гааги скасував рішення Окружного суду Гааги і знову зобов'язав Росію виплатити 50 млрд доларів за позовом колишніх акціонерів ЮКОСа. Це дає можливість акціонерам ЮКОСа почати дії з арешту майна Росії на території інших країн.
Мін'юст Росії висловив намір оскаржити це рішення у Верховному суді Нідерландів.

## Арешт активів
17 червня 2015 року, майже через рік після оприлюднення вироку Міжнародного арбітражного суду і пасивних відмов російського уряду його виконувати, державні активи Росії були заарештовані Бельгією. Арешт відбувся згідно рішенню Гаагського арбітражного суду та за позовом компанії Yukos Universal Limited. Як пояснили судові пристави, позивач зажадав такого заходу, «тому що має серйозні побоювання щодо можливості отримати належну йому суму, зокрема, через систематичне відмови Російської Федерації виконувати винесені проти неї судові рішення та враховуючи ставлення РФ до даного рішення». Організації, чиє майно було заарештоване, у двотижневий строк забов'язані заявити суду про кошти, що знаходяться в їх розпорядженні, майно Російської Федерації і борги перед РФ..
18 червня 2015 держактиви Росії були заарештовані Францією та Австрією. З цього приводу Голова ВТБ Андрій Костін повідомив, що у Франції заарештували рахунки російських компаній у французькій «дочці» російського держбанку. Арешт був накладений, в тому числі, на рахунки російських дипломатичних місій.
11 квітня 2016 у Франції у справі ЮКОСа були заарештовані російські державні активи на суму $ 400 млн, які мали бути сплачені оператору супутникового зв'язку Eutelsat, і $ 300 млн, призначені для сплати компанії Arianespace. Цього ж дня В. В. Путін підписав прийнятий Думою Росії закон, що дозволяє російському суду арештовувати майно іноземних держав, якщо в цій державі було накладено арешт на майно Росії.

## Реакція сторін

### Реакція державних діячів Росії
У відповідь на арешт російського майна згідно рішенню Гаагського суду російські державні діячі виступили із суперечливими та взаємовиключними заявами:
- заява президента Путіна: «Гаазький суд не має права заарештовувати майно РФ, оскільки Росія не ратифікувала Європейську енергетичну хартію». Та «Росія буде оскаржувати арешт майна в судовому порядку»[18]
- заява міністра закордонних справ Сергія Лаврова: «На арешт своїх активів Росія відповість взаємністю… це буде негативна взаємність».[19]. «Представники МЗС Бельгії посилають нам сигнали про те, що вони були не в курсі, у них незалежна судова система. Ці пояснення не приймаються»[20]
- голова Адміністрації президента Сергій Іванов вважає заходи у відповідь «неминучими»
- міністр юстиції РФ Олександр Коновалов: «Рішення оскаржене повністю» (2014)… «Ми в цілому вважаємо, що рішення Гаазького трибуналу було винесено всупереч юрисдикції, і, з нашого погляду, було неправильним. Одним із варіантів взаємодії з іноземними юрисдикціями в цьому зв'язку буде оскарження позиції позивачів»[21]
- міністр фінансів РФ Антон Сілуанов: «Російська Федерація буде оскаржувати Рішення Третейського суду в судах Нідерландів і очікує досягти там справедливого результату»[22].
- міністр економічного розвитку РФ Олексій Улюкаєв: «Росія буде оскаржувати це рішення через правові системи відповідних країн»[23]
- голова Державної думи РФ Сергій Наришкін: «Це середньовічний розбій! Ті розбійники були волохаті мужики з кинджалами, шаблями, потім з пістолетами, рушницями. Зараз ці розбійники цілком пристойно одягнені, добре освічені, але морально, етично вони такі ж розбійники, як середньовічні»[24]

### Реакція колишніх власників
- Михайло Ходорковський, екс-голова ЮКОСу: «Грабіж не залишиться безкарним, яким би всесильним не здавався грабіжник», а вся ситуація з арештом російського майна в Європі «є кроком до зміцнення права власності, без непорушності якого не досягти стійкого процвітання країни»[25]. «Очікую, що виручені гроші підуть на проекти, корисні російському суспільству» — додав він в твіттері[26].
- Леонід Невзлін, екс-віце-президент ЮКОСу: «Зараз отримані перші результати. Але юристи і група готова працювати стільки років, скільки треба для того, щоб отримати все, що нам належить …акціонери будуть задоволені лише після того, як отримають все, що належить. …Питання вирішуються не в російській юрисдикції, а за межами Росії. І ви знаєте, є відчуття, що рано чи пізно доведеться виходити з усіх юрисдикцій. Якщо сьогодні ми отримали новину з Бельгії та Франції, то через якийсь час ми отримаємо новини і по інших європейських країнах, по США, потім і по Індії, і по Китаю. І що далі робитиме Російська Федерація? Виходити з усіх цих юрисдикцій? Будь ласка!»[27].